# Triprion spinosus
Anotheca spinosa (Steindachner, 1864) è un anuro della famiglia Hylidae, endemica della Costa Rica, Honduras, Messico, e Panama. È l'unica specie del genere Anotheca Smith, 1939.
Il suo habitat naturale sono le pianura umide subtropicali o tropicali e le foreste umide subtropicali.